# Șarba
Șarba este un soi românesc de struguri albi obținut la Stațiunea de Cercetare-Dezvoltare pentru Viticultură și Vinificație Odobești prin încrucișarea a două soiuri foarte valoroase: Tămâioasă Românească și Riesling Italian.
Șarba a fost considerat un soi semiaromat, el având la început, imediat după omologare, o aromă destul de intensă sugerând mirosul de trandafiri de dulceață. Cu timpul, aroma s-a mai estompat, neexistând explicații certe. Cauza ar putea fi una genetică, fie de condiții pedo-climatice, fie agrotehnică sau de tehnologie de vinificație. Unele vinuri au aroma la nivelul de la momentul omologării, altele au nivelul de aromă foarte mult estompat. În Catalogul oficial al soiurilor de plante de cultură din România pentru anul 2012 este înscrisă o singură clonă, Șarba 3 Od. 

## Istorie
Soiul a fost omologat în 1972, denumirea fiind inspirată de Culmea Șarbei, locul cel mai înalt din regiune care asigură o panoramă spectaculoasă: o râpă adâncă de câțiva zeci de metri și în plan depărtat râul Milcov.

## Răspândire
Inițial era întâlnit doar pe Dealul Șarbei, dar s-a răspândit destul de repede odată cu programul de reconversie în special în podgoriile din sudul Moldovei, limitându-se doar la județul Vrancea. Ținând cont de pierderea treptată a aromei care îl caracterizează este posibilă și o restrângere a suprafețelor cultivate cu acest soi.